# Championnat du Koweït de football 1995-1996
Navigation
Saison précédente Saison suivante
La saison 1995-1996 du Championnat du Koweït de football est la trente-quatrième édition du championnat de première division au Koweït. La Premier League regroupe les quatorze meilleurs clubs du pays, regroupés au sein d'une poule unique où ils s'affrontent une seule fois au cours de la saison. À l'issue de cette première phase, les six premiers du classement disputent la poule pour le titre.
C'est le Kazma Sporting Club qui remporte le championnat après avoir terminé en tête du classement final, avec deux points d'avance sur le tenant du titre, Al-Salmiya SC et neuf sur le Qadsia Sporting Club.  C'est le 4e titre de champion du Koweït de l'histoire du club.

## Les clubs participants
| - Al Arabi Koweït - Al-Salmiya SC - Kazma Sporting Club - Al Nasr Koweït - Al Shabab Koweït - Solaybeekhat - Al Fehayheel | - Al Tadamon Farwaniya - Qadsia Sporting Club - Al Yarmouk - Al Jahra - Al Sahel - Khitan FC - Al Kuwait Kaifan |

## Compétition

### Classement
Le barème utilisé pour établir les classements est le suivant :
- Victoire : 3 points
- Match nul : 1 point
- Défaite : 0 point

#### Première phase
| Rang | Équipe               | Pts | J  | G | N | P  | Bp | Bc | Diff |
| ---- | -------------------- | --- | -- | - | - | -- | -- | -- | ---- |
| 1    | Kazma Sporting Club  | 30  | 13 | 9 | 3 | 1  | 37 | 5  | +32  |
| 2    | Qadsia Sporting Club | 27  | 13 | 8 | 3 | 2  | 22 | 16 | +6   |
| 3    | Khitan FC            | 25  | 13 | 7 | 4 | 2  | 16 | 9  | +7   |
| 4    | Al Arabi Koweït      | 24  | 13 | 7 | 3 | 3  | 16 | 9  | +7   |
| 5    | Al Nasr Koweït       | 22  | 13 | 6 | 4 | 3  | 19 | 12 | +7   |
| 6    | Al-Salmiya SC T      | 21  | 13 | 6 | 3 | 4  | 22 | 16 | +6   |
| 7    | Al Yarmouk           | 19  | 13 | 5 | 4 | 4  | 22 | 13 | +9   |
| 8    | Al Tadamon Farwaniya | 17  | 13 | 5 | 2 | 6  | 21 | 22 | -1   |
| 9    | Al Sahel             | 17  | 13 | 5 | 2 | 6  | 14 | 18 | -4   |
| 10   | Al Kuwait Kaifan     | 16  | 13 | 4 | 4 | 5  | 15 | 18 | -3   |
| 11   | Al Jahra             | 15  | 13 | 4 | 3 | 6  | 18 | 16 | +2   |
| 12   | Al Fehayheel         | 13  | 13 | 4 | 1 | 8  | 9  | 22 | -13  |
| 13   | Al-Shabab Koweït     | 4   | 13 | 1 | 1 | 11 | 5  | 29 | -24  |
| 14   | Solaybeekhat         | 4   | 13 | 1 | 1 | 11 | 8  | 39 | -31  |

|  | Qualification pour la poule pour le titre |
|  | T : Tenant du titre                       |

#### Poule pour le titre
Les trois premiers de première phase, démarrent la phase finale avec des bonus respectifs de 3, 2 et 1 point.
| Rang | Équipe                    | Pts | J  | G | N | P | Bp | Bc | Diff |
| ---- | ------------------------- | --- | -- | - | - | - | -- | -- | ---- |
| 1    | Kazma Sporting Club +3    | 24  | 10 | 6 | 3 | 1 | 15 | 5  | +10  |
| 2    | Al-Salmiya SC             | 22  | 10 | 6 | 4 | 0 | 19 | 8  | +11  |
| 3    | Qadsia Sporting Club T +2 | 15  | 10 | 3 | 4 | 3 | 15 | 16 | -1   |
| 4    | Al Arabi Koweït C         | 10  | 10 | 2 | 4 | 4 | 13 | 16 | -3   |
| 5    | Khitan FC +1              | 9   | 10 | 1 | 5 | 4 | 9  | 19 | -10  |
| 6    | Al Nasr Koweït            | 4   | 10 | 0 | 4 | 6 | 10 | 17 | -7   |

|  | Qualification pour la Coupe d'Asie des clubs champions 1996-1997 |
|  | Qualification pour la Coupe des Coupes 1996-1997                 |
|  | Relégation directe en deuxième division                          |
|  | T : Tenant du titre C : Vainqueur de la Coupe du Koweït          |

## Bilan de la saison
| Championnat du Koweït de football 1995-1996      |                                |
| Champion                                         | Kazma Sporting Club (4e titre) |
| Coupes et trophées                               |                                |
| Vainqueur de la Coupe du Koweït 1995-1996        | Al Arabi Koweït                |
| Qualifications continentales                     |                                |
| Coupe d'Asie des clubs champions 1996-1997       | Kazma Sporting Club            |
| Coupe des Coupes 1996-1997                       | Al Arabi Koweït                |
| Coupe des clubs champions du golfe Persique 1997 | Kazma Sporting Club            |
| Promotions et relégations                        |                                |
| Promus en Premier League                         | Aucun                          |
| Relégués en First Division                       | Qadsia Sporting Club           |